# Língua korku

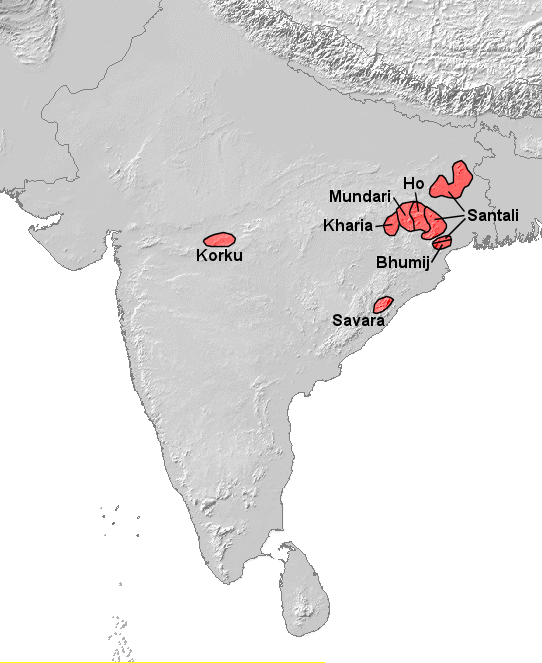
Distribuição das línguas munda na Índia, Korku é a mais à esquerda na Índia Central

Korku é uma língua austro-asiática falada pela tribo Korku do centro da Índia, nos estados de Madhya Pradesh e Maharashtra. Está isolado no meio do povo Gondi, cja língua é dravídico seus parentes mais próximos estão no leste da Índia.
Os Korkus também estão intimamente associados ao povo Nihali, muitos dos quais tradicionalmente moram em bairros especiais das aldeias Korku. O Korku é falado por cerca de 200 mil pessoas , principalmente em quatro distritos do sul de Madhya Pradesh (Khandwa, Harda, Betul, Hoshangabad e três distritos do norte de Maharashtra Rajura e Korpana de Chandrapur, área de Manikgarh pahad perto de Gadchandur  no istrito de Chandrapur) (Distritos de Amravati, Buldhana, Akola. O Korku é falado num número cada vez mais decrescente de aldeias e está sendo gradualmente substituído por Hindi. Por essas razões, Korku é classificado como "vulnerável à extinção" pela UNESCO.

## Etimologia
O nome Korku vem de Koro-k (- ku é o plural animado), pessoa de 'Koro' , membro da comunidade Korku' (Zide 2008).

## Variedades
Zide (2008: 256) lista os seguintes dialetos.
- Kurku propriamente dito é falado no oeste. A maioria dos dados disponíveis é do subdialeto Melghat. Outros subdialetos incluem os dos distritos de Betul e Hoshangabad. A variedade de Lahi de Hoshangabad é notável por sua perda do número gramatical dual.
- Muwasi (Mowasi, Mawasi) é falado no leste, em áreas como distrito de Chhindwara do nordeste Maharashtra.

## Distribuição
Korku é falado nos seguintes distritos (Zide 2008: 256):
- Centro-sul Madhya Pradesh
  - East Nimar (distrito de Khandwa)
  - Betul
  - Hoshangabad
  - Chhindwara (falantes de Mawasi)
- Nordeste [[Maharashtra
  - Amravati (maioria dos falantes em Maharashtra)
  - Buldana
  - Akola

## Fonologia

### Vogais
Korku tem 6 vogais orais; a, e, i, o, u, ɨ e 2 s nasalizadas; ɪ̃, ʊ̃.

### Consoantes
Korku has 22 consonants.
|             |             | Bilabial | Bilabial | Alveolar | Alveolar | Retroflexa | Palatal | Velar | Velar | Glotal |
| plana       | aspirada    | plana    | aspirada | plana    | aspirada | Retroflexa | Palatal |       |       | Glotal |
| ----------- | ----------- | -------- | -------- | -------- | -------- | ---------- | ------- | ----- | ----- | ------ |
| Oclusiva    | surda       | p        | pʰ       | t        | tʰ       |            | c       | k     | kʰ    | ʔ      |
| Oclusiva    | sonora      | b        |          | d        | dʰ       |            | ɟ       | g     | gʰ    |        |
| Fricativa   | Fricativa   |          |          | s        |          |            |         |       |       |        |
| Nasal       | Nasal       | m        |          | n        |          |            |         | ŋ     |       |        |
| Aproximante | Aproximante |          |          | l        |          |            | j       |       |       |        |
| Vibrante    | Vibrante    |          |          | ɾ        |          | ɽ          |         |       |       |        |

## Gramática
Os substantivos podem ter um dos três gêneros: masculino, feminino ou neutro. Os adjetivos são colocados antes dos substantivos que qualificam..

## Escrita
A língua Korku usa o estilo Balbodh do Devanagari, que também é usado para escrever a língua marata.

## Situação
O uso da língua Korku foi fortemente influenciado por línguas hegemônicas maiores, especialmente o hindi. Essa influência afeta não apenas a linguagem, mas também os costumes e a cultura tradicionais do povo Korku. Alguns grupos foram mais bem-sucedidos na preservação de seu idioma, especificamente o Potharia Korku (da Montanha Vindhyas).
O censo nacional de 2001 registrou 574.481 pessoas que afirmam falar korku.

## Amostra de Texto
चिविच् रान्नी डो चिविच् रान्नी ।
चोजा सगुन घाले-बा डो चिविच् रान्नी ।
चिविच् न्नी डो चिविच् रान्नी ।
ब्यावा सगुन घाले घाले-बा डो चिविच् रान्नी ।
Transliteração
ciwit rānnī ḍo ciwit rānnī.
cojā sagun ghāle-bā ḍo ciwit rānnī.
ciwit rānnī ḍo ciwit rānnī.
byāwā sagun ghāle-bā ḍo ciwit rānnī.
Português
Black Bird está dizendo algo.
O que ela está fingindo?
Ela está fingindo sobre noivas.